# 생피에르 미클롱의 코로나19 범유행
생피에르 미클롱에서는 코로나19 범유행에 따른 확진자가 2020년 4월 5일 처음 확인되었다. 프랑스의 해외 영토인 생피에르 미클롱은 일찍이 3월부터 본국이 봉쇄 조치에 들어감에 따라 방역조치를 시행하고 있다.

## 배경
2020년 1월 12일 세계보건기구(WHO)는 2019년 12월 31일부터 일어난 중화인민공화국 후베이성 우한시의 집단 호흡기 질환이 신종 코로나바이러스 때문이라는 것을 확인하였다.
2020년 3월 17일, 프랑스에서 봉쇄 조치가 전면적으로 내려지면서 생피에르 미클롱의 방역 봉쇄조치도 더불어 시행되었다. 이에 따라 뉴펀들랜드와 생피에르를 잇는 페리 노선의 운항이 중단되었다. 생피에르 섬과 미클롱 섬 사이를 잇는 모든 항공편과 페리 노선 역시 운항횟수를 대폭 줄이기로 했다. 이처럼 코로나19 유행과 관련 조치에 따른 여파로 생피에르 미클롱의 관광업계는 큰 타격을 받을 것으로 전망되었다.

## 경과
2020년 4월 5일, 생피에르 미클롱 내에서 첫번째 확진자가 발생하였다. 이 여성은 지난 3월 22일 항공편을 이용해 들어와 생피에르 시에 머물고 있었다. 프랑스의 해외 영토에 전면 적용된 여행객 격리조치에 따라 자가격리에 들어갔고 별다른 증상을 보이지 않았으나, 격리 과정에서 체취한 샘플이 양성 반응을 보이면서 확진자로 분류됐다.
4월 25일, 아니크 지라르댕 해외영토부 장관은 생피에르 미클롱의 봉쇄조치를 4월 27일부로 완화한다고 발표했다. 술집과 레스토랑을 제외한 생피에르 미클롱의 모든 가게의 영업을 허용하고, 5월 첫째주부터는 학생들의 등교도 허가하는 것을 검토중에 있다고 설명했다. 생피에르 섬과 미클롱 섬 간의 이동은 5월 11일부로 허가된다. 이밖에 야외 운동이나 모임 제한은 그대로 유지하되, 2주마다 봉쇄조치 여부를 재검토할 것이라고 밝혔다.
5월 4일, 코로나19로 인한 봉쇄 탓에 프랑스 본토와 캐나다에 머물러 있던 학생 270명이 5월 12일부터 생피에르 미클롱으로 귀국한다고 보도됐다. 이들은 14일간 자가격리에 들어가며 감염 여부를 검사할 예정이다. 프랑스 본토에서 들어오는 학생들의 경우 두 차례에 걸쳐 귀국한다.

## 같이 보기
- 북아메리카의 코로나19 범유행
- 나라별 코로나19 범유행
- 프랑스의 코로나19 범유행
- 생피에르 미클롱